# ماشا منصور
ماشا منصور (به انگلیسی: Masha Mansoor) یک شهرک در پاکستان است که در ناحیه لکی واقع شده‌است.